# Seeschlacht von Cuddalore (1783)
Pondicherry – Sadras – Providien – Negapatam – Trincomalee – Cuddalore I – Cuddalore II
Die Seeschlacht von Cuddalore (englisch Battle of Cuddalore, französisch Bataille de Gondelour) war die fünfte und letzte weitgehend unentschiedene Seeschlacht zwischen einer britischen Flotte unter Admiral Sir Edward Hughes und einer französischen Flotte unter Admiral Pierre André de Suffren vor der Ostküste Indiens während der Auseinandersetzungen zwischen Großbritannien und Frankreich im Rahmen des Amerikanischen Unabhängigkeitskrieges, in diesem Fall auch als Anglo-Französischer Krieg bezeichnet. Die Schlacht wurde am 20. Juni 1783 bei Cuddalore im Golf von Bengalen ausgetragen. Suffren leitete das Gefecht von der Fregatte Cléopâtre aus. Die Schlacht kann als französischer Sieg bezeichnet werden, da sich die britische Flotte nach der Aktion nach Madras zurückzog und die Anlandung von zusätzlichen Truppen zur Verstärkung der Belagerung von Cuddalore damit nicht möglich war.
In Europa war allerdings bereits Frieden geschlossen worden, aber diese Nachricht erreichte Cuddalore erst am 29. Juni. Somit war dies die letzte Schlacht des Krieges und ihr Ausgang konnte den Kriegsverlauf nicht beeinflussen.

## Hintergrund

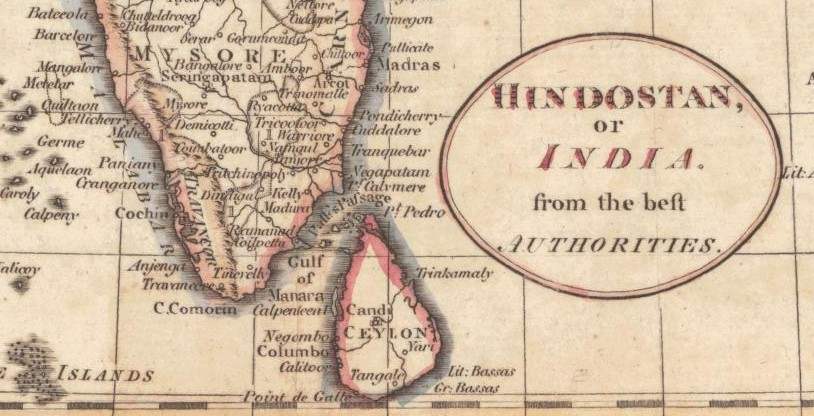
Karte von Südindien, 1794

Frankreich war 1778 in den Amerikanischen Revolutionskrieg eingetreten, und Großbritannien hatte der Niederländischen Republik Ende 1780 den Krieg erklärt, nachdem sich die Niederländer geweigert hatten, den Handel mit den Franzosen und Amerikanern einzustellen. Die Briten hatten rasch die Kontrolle über die meisten französischen und holländischen Außenposten in Indien erlangt, was darüber hinaus auch den Zweiten Mysore-Krieg auslöste.
Als Reaktion auf das britische Vorgehen wurde der französische Admiral Suffren zur militärischen Unterstützung der noch verbliebenen französischen Kolonien in Indien entsandt. Er traf im Februar 1782 ein und kämpfte gegen die britische Flotte von Edward Hughes in vier weitgehend ergebnislosen Schlachten, die für keine Seite einen Vorteil bedeuteten.
Nach dem Tod des französischen Verbündeten Haidar Ali, des Herrschers von Mysore und früheren Herrschers von Cuddalore am 7. Dezember 1782, beschlossen die britischen Befehlshaber in Madras, die Rückeroberung von Cuddalore zu versuchen. Sie zogen Truppen aus Madras ab und begannen mit den Vorbereitungen für eine Belagerung. Die britische Flotte, achtzehn Linienschiffe unter Admiral Sir Edward Hughes, ankerte südlich von Cuddalore, um die Armee und ihre Versorgungsschiffe zu schützen. Die Belagerung begann Anfang Juni 1783.
Der französische Admiral Suffren erhielt am 10. Juni den Befehl, mit seiner kleineren Flotte von fünfzehn Schiffen aus Trincomalee auszulaufen, um die belagerte Stadt zu unterstützen. Am 13. Juni erschien er vor Ort und Hughes, der eine Schlacht vermeiden wollte, entfernte sich zunächst von der Stadt. Nach fünf Tagen mit ungünstigen Winden konnte Suffren in der Nähe der Stadt ankern, wo er mit dem Kommandanten der Stadt, Sayed Sahib von Mysore, Kontakt aufnahm. Da er glaubte, der Erfolg der Belagerung hinge von der Seehoheit ab, wurden 1200 Mann auf Suffrens Schiffe eingeschifft, um die Bedienmannschaften der Geschütze zu verstärken. Am 18. Juni lichtete seine Flotte den Anker.

## Die Schlacht
Beide Flotten wurden zunächst weiterhin durch leichte und wechselnde Winde behindert. Als sich am 20. Juni ein konstanter Westwind entwickelte, stellte sich Hughes auf einem nach Norden gerichteten Backbordschlag zum Kampf auf und wartete auf Suffrens Aktion. Suffren stellte sich in einer ähnlichen Formation auf und gab den Befehl zum Angriff, der kurz nach vier Uhr nachmittags erfolgte. Die Aktion dauerte etwa drei Stunden und führte zu keinen größeren Schäden an den Schiffen beider Geschwader.

## Nachwirkungen
Suffrens Flotte ankerte nach der Schlacht etwa 25 Seemeilen nördlich von Cuddalore, während Hughes in der Nähe der Stadt ankerte. Am 22. Juni sichtete Hughes die französische Flotte, als er auf dem Weg nach Madras war. Er vermied einen erneuten Kampf, da mehrere seiner Schiffe außer Gefecht gesetzt waren, und er neben Wassermangel auch viele Skorbut Kranke auf seinen Schiffen hatte.
Suffren kehrte am 23. Juni nach Cuddalore zurück und zwang die britische Versorgungsflotte zum Rückzug. Zusätzlich zur Rückgabe der 1.200 Soldaten, die er von der Garnison der Stadt erhalten hatte, entsandte er weitere 2.400 Mann, um die Verteidigung zu unterstützen. Ein Vorstoß aus der Stadt heraus wurde abgewehrt. Am 29. Juni überbrachte ein britisches Schiff unter Waffenstillstandsflagge die Nachricht von einem vorläufigen Friedensabkommen zwischen den beiden Nationen, was am 2. Juli zu einer einvernehmlichen Einstellung der Feindseligkeiten führte.

## Schlachtordnung

### Frankreich
| Flotte von Pierre André de Suffren | Flotte von Pierre André de Suffren | Flotte von Pierre André de Suffren                     | Flotte von Pierre André de Suffren | Flotte von Pierre André de Suffren | Flotte von Pierre André de Suffren | Flotte von Pierre André de Suffren                |
| Schiff                             | Kanonen                            | Kommandant                                             | Verluste                           | Verluste                           | Verluste                           | Anmerkungen                                       |
| Schiff                             | Kanonen                            | Kommandant                                             | getötet                            | verwundet                          | Insgesamt                          | Anmerkungen                                       |
| Vordere Schlachtlinie              | Vordere Schlachtlinie              | Vordere Schlachtlinie                                  | Vordere Schlachtlinie              | Vordere Schlachtlinie              | Vordere Schlachtlinie              | Vordere Schlachtlinie                             |
| ---------------------------------- | ---------------------------------- | ------------------------------------------------------ | ---------------------------------- | ---------------------------------- | ---------------------------------- | ------------------------------------------------- |
| Sphinx                             | 64                                 | Charles Louis du Chilleau de La Roche                  |                                    |                                    |                                    |                                                   |
| Brillant                           | 64                                 | Jean-Marie Kersauson                                   |                                    |                                    |                                    |                                                   |
| Fendant                            | 74                                 | Antoine de Thomassin de Peynier, Armand de Saint-Félix |                                    |                                    |                                    | Armand de Saint-Félix wurde verwundet             |
| Flamand                            | 56                                 | Éléonor Jacques Marie Stanislas Perier de Salvert      |                                    |                                    |                                    | der Kommandant fiel in der Schlacht               |
| Ajax                               | 64                                 | Du Pas de la Mancelière                                |                                    |                                    |                                    | der Kommandant fiel in der Schlacht               |
| Fine                               | 32                                 |                                                        |                                    |                                    |                                    | Fregatte                                          |
| Zentrale Schlachtlinie             |                                    |                                                        |                                    |                                    |                                    |                                                   |
| Petit Annibal                      | 50                                 | Jean André de Pas de Beaulieu                          |                                    |                                    |                                    |                                                   |
| Argonaute                          | 74                                 | Chevalier de Clavières                                 |                                    |                                    |                                    |                                                   |
| Héros                              | 74                                 | Félix d’Hesmivy de Moissac                             |                                    |                                    |                                    |                                                   |
| Illustre                           | 74                                 | Paul-Jacques de Bruyères-Chalabre                      |                                    |                                    |                                    |                                                   |
| Saint-Michel                       | 64                                 | Beaumont le Maître                                     |                                    |                                    |                                    |                                                   |
| Cléopâtre                          | 32                                 | François Étienne de Rosily de Mesros (Comte de Mesros) |                                    |                                    |                                    | Fregatte, Flaggschiff von Pierre André de Suffren |
| Hintere Schlachtlinie              |                                    |                                                        |                                    |                                    |                                    |                                                   |
| Vengeur                            | 64                                 | Louis-Hyacinte de Cavelier de Cuverville               | 1                                  | 20                                 | 21                                 |                                                   |
| Sévère                             | 64                                 | Charles-Alexandre de Maurville de Langle               |                                    |                                    |                                    |                                                   |
| Annibal                            | 74                                 | Louis-Esprit d’Aymar                                   |                                    |                                    |                                    |                                                   |
| Hardi                              | 64                                 | Michel-Joseph Cramezel de Kerhué                       |                                    |                                    |                                    |                                                   |
| Artésien                           | 64                                 | Charles Daniel d’Arrac de Vignes                       | 4                                  | 12                                 | 16                                 |                                                   |
| Consolante                         | 32                                 | Pierre Alexandre Pastour de Costebelle                 |                                    |                                    |                                    | Fregatte                                          |
| Coventry                           | 28                                 |                                                        |                                    |                                    |                                    | Fregatte                                          |

### Großbritannien
| Flotte von Edward Hughes  | Flotte von Edward Hughes | Flotte von Edward Hughes     | Flotte von Edward Hughes | Flotte von Edward Hughes | Flotte von Edward Hughes | Flotte von Edward Hughes      |
| Schiff                    | Kanonen                  | Kommandant                   | Verluste                 | Verluste                 | Verluste                 | Anmerkungen                   |
| Schiff                    | Kanonen                  | Kommandant                   | getötet                  | verwundet                | Insgesamt                | Anmerkungen                   |
| Vordere Schlachtlinie     | Vordere Schlachtlinie    | Vordere Schlachtlinie        | Vordere Schlachtlinie    | Vordere Schlachtlinie    | Vordere Schlachtlinie    | Vordere Schlachtlinie         |
| ------------------------- | ------------------------ | ---------------------------- | ------------------------ | ------------------------ | ------------------------ | ----------------------------- |
| Defense                   | 74                       | Thomas Newnham               | 7                        | 38                       | 45                       |                               |
| Isis                      | 50                       | Christopher Halliday         | 3                        | 30                       | 33                       | [ A 1 ]                       |
| Gibraltar                 | 80                       | Richard Bickerton            | 6                        | 40                       | 46                       |                               |
| Inflexible                | 64                       | John Whitmore Chetwynd       | 3                        | 30                       | 33                       |                               |
| Exeter                    | 64                       | John Smith                   | 4                        | 9                        | 13                       |                               |
| Active                    | 28                       |                              | 0                        | 0                        | 0                        | Fregatte                      |
| Zentrale Schlachtlinie    |                          |                              |                          |                          |                          |                               |
| Worcester                 | 64                       | Charles Hughes               | 8                        | 32                       | 40                       |                               |
| Africa                    | 64                       | Robert McDougall             | 5                        | 25                       | 35                       |                               |
| Sultan                    | 74                       | Andrew Mitchell              | 4                        | 20                       | 24                       |                               |
| Superb                    | 74                       | Henry Newcome                | 12                       | 41                       | 53                       | Flaggschiff von Edward Hughes |
| Monarca                   | 68                       | John Gell                    | 6                        | 14                       | 20                       |                               |
| Burford                   | 68                       | Peter Rainier                | 10                       | 20                       | 30                       |                               |
| Sceptre                   | 64                       | Samuel Graves                | 17                       | 47                       | 64                       |                               |
| Medea                     | 28                       | Erasmus Gower                | 0                        | 0                        | 0                        | Fregatte                      |
| Hintere Schlachtlinie     |                          |                              |                          |                          |                          |                               |
| Magnanime                 | 64                       | Thomas Mackenzie             | 1                        | 16                       | 17                       |                               |
| Eagle                     | 64                       | William Clark                | 4                        | 8                        | 12                       |                               |
| Hero                      | 74                       | Richard King                 | 5                        | 21                       | 26                       |                               |
| Bristol                   | 50                       | James Burney                 | 0                        | 10                       | 10                       |                               |
| Monmouth                  | 64                       | James Alms                   | 2                        | 19                       | 21                       |                               |
| Cumberland                | 74                       | William Allent               | 2                        | 11                       | 13                       |                               |
| Weitere leichte Einheiten |                          |                              |                          |                          |                          |                               |
| San Carlos                | 22                       | George Murray, William White | 0                        | 0                        | 0                        | Lagerschiff                   |
| Harriet                   | 22                       | Thomas Stevenson             | 0                        | 0                        | 0                        | Lagerschiff                   |
| Chaser                    | 18                       | Edward Buller                | 0                        | 0                        | 0                        | Sloop                         |
| Juno                      | 32                       | James Montagu                | 0                        | 0                        | 0                        | Fregatte                      |
| Seahorse                  | 24                       | John Dew                     | 0                        | 0                        | 0                        | Fregatte                      |
| Pondicherry               | 18                       | Thomas Saunders Grove        | 0                        | 0                        | 0                        | Truppentransporter            |